# Kondolovo
Kondolovo (bulharsky Кондолово) je vesnice v Bulharsku. Nachází se v Carevské obštině, jež spadá pod Burgaskou oblast. Obec leží na silnici z Careva do Malka Tarnova, asi 20 km jihozápadně od Careva.
Podle sčítání lidu v roce 1926 zde stálo 68 domů a žilo 323 obyvatel, z nichž 30 byli uprchlíci; podle sčítání z roku 2013 zde žilo už jen 13 obyvatel.[zdroj?] Původní název vesnice byl Marzovo, přejmenována byla 22. května 1950 na počest bulharského revolucionáře Georgije Kondolova.
Kondolovo je jednou z mála obcí, kde se dochovaly domy z konce 19. a počátku 20. století, jež jsou typické pro obce v pohoří Strandža. Dominantou Kondolova je pak místní pravoslavný kostel zasvěcený svatému Jiří.